# الزيزفون (أعزاز)
الزيزفون أو إيكدة كما تعرف محليّاً، قرية سوريّة تتبع إداريّاً لمحافظة حلب منطقة أعزاز ناحية صوران، بلغ تعداد سكانها 820 نسمة حسب التعداد السكاني لعام 2004.